# Os supracalcaneum
Os supracalcaneum of os accessorium supracalcaneum is de benaming voor een accessoir voetwortelbeentje dat soms als extra ossificatiepunt ontstaat gedurende de embryonale ontwikkeling. Bij de mensen bij wie het botje voorkomt, ligt het botje aan de dorsale zijde van de voetwortel, op het achterste derde deel van het hielbeen, tussen het enkelgewricht en de achillespees.
Op röntgenfoto's wordt een os supracalcaneum soms onterecht aangemerkt als afwijkend, losliggend botdeel of als fractuur.